# 阿尔贡西利
阿尔贡西利是葡萄牙阿威罗区的一个堂区。总面积8.7平方公里，总人口8420人，人口密度967.8人/平方公里。